# Yuya Asahina
Yuya Asahina (朝比奈 ゆうや, Asahina Yūya, nascut el 7 de setembre de 1980) és un mangaka japonès. Va fer el seu debut professional en el manga en 1998.

## Treballs
- ± Junkie
- Love Luck